# Togo West
Togo D. West, Jr., född 21 juni 1942  i Winston-Salem, North Carolina, död 8 mars 2018 under en kryssning mellan Barbados och Puerto Rico, var en amerikansk jurist och politiker (demokrat). 
West erhöll officersutbildning genom ROTC på Howard University där han tog både bachelor- och juristexamen och han tjänstgjorde som auditör i armén 1969–1973. West tjänstgjorde i Carter-administrationen på flera poster inom försvarsdepartementet och mellan 1980 och 1981 var han departementets chefsjurist (General Counsel of the Department of Defense). Därefter återgick han till det privata näringslivet där han arbetade för advokatbyrån Patterson Belknap Webb & Tyler och som lobbyist för försvarsindustriföretaget Northrop Corporation. West var under Clinton-administrationen arméminister mellan den 22 november 1993 och 4 maj 1997. Därefter tjänstgjorde han som veteranminister mellan den 5 maj 1998 och 10 juli 2000. Efter Clinton-administrationens slut var han ordförande för tankesmedjan Joint Center for Political and Economic Studies. Försvarsminister Robert Gates uppdrog den 19 november 2009 åt West och den pensionerade amiralen Vernon Clark att leda försvarsdepartementets internutredning av Fort Hoodmassakern som ägde rum den 5 november 2009.
Togo dog av en hjärtinfarkt ombord på en kryssningsfartyg mellan Barbados och Puerto Rico.